# لابينا ميتيفسكا
لابينا ميتيفسكا (بالمقدونية: Лабина Митевска)‏ (بالمقدونية: Лабина Митевска) هيَ ممثلة مقدونية، وُلدت في عام 1975 في مدينة سكوبيه في يوغوسلافيا.
بدأت لابينا عملها ممثلة وهيَ في عُمر 19 سَنة وذلك بعد دراستها في سكوبيه في الدنمارك، ثُم درست في جامعة أريزونا. لَعبت دور البُطولة في عدة أفلام مِن أهمها فيلم «وارشيلد» في عام 2006.

## روابط خارجية
- لابينا ميتيفسكا على موقع IMDb (الإنجليزية)
- لابينا ميتيفسكا على موقع روتن توميتوز (الإنجليزية)
- لابينا ميتيفسكا على موقع ألو سيني (الفرنسية)
- لابينا ميتيفسكا على موقع أول موفي (الإنجليزية)
- لابينا ميتيفسكا على موقع قاعدة بيانات الأفلام السويدية (السويدية)
- لابينا ميتيفسكا على موقع قاعدة بيانات الفيلم (الإنجليزية)
- لابينا ميتيفسكا على موقع كينوبويسك (الروسية)
- لابينا ميتيفسكا موقع المعجبين.